# Ri (skeppsbyggnad)

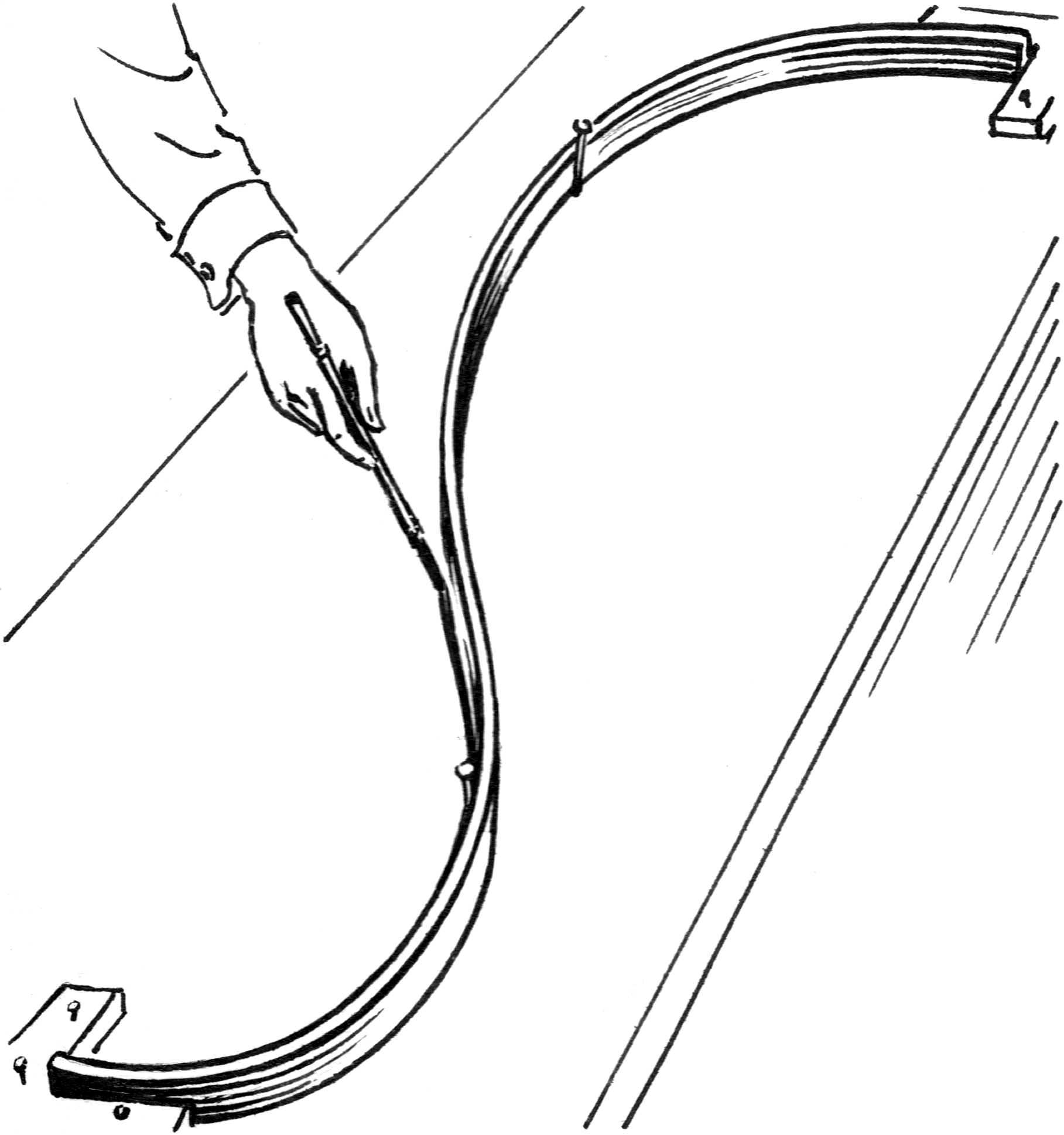
Klassisk ri av trä.

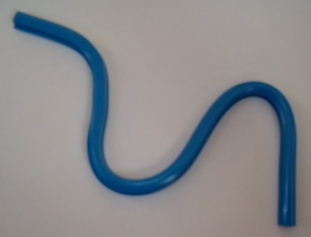
Ri ersattes av kurvlinjalen och båda har idag nästan helt ersatts av datorgenererade Bézier-kurvor.

Ri  är en smal, rak och flexibel ribba, vanligen av furu, som användes bland annat inom arkitektur och skeppsbyggnad för att rita kurvor på ritningar och avsättning av krökta linjer på skrovet. Rina finns i olika dimensioner beroende på användning.